# Stortjärnen (Stuguns socken, Jämtland, 700510-148020)
Stortjärnen är en sjö i Ragunda kommun i Jämtland och ingår i Indalsälvens huvudavrinningsområde.